# 长足长踦蟹
长足长踦蟹（学名：Phalangipus longipes）为蜘蛛蟹科长踦蟹属的动物。分布于澳大利亚西北及东北部、新几内亚、马来群岛、菲律宾、新加坡、泰国湾以及中国大陆的广东等地，生活环境为海水，主要栖息于大陆架上层10-100米沙质及泥沙质的浅海底。
其种加词“Longipes”意为“长梗的”，“长柄的”。